# Awad Aman
Awad Dahal Mushen Aman (arabisch عوض دحال محسن أمان; * 16. Januar 2005) ist ein saudi-arabischer Fußballspieler.

## Karriere

### Verein
Aman entstammt der Jugend von al-Nasr und spielt aktuell hauptsächlich für die U19. Auch für die erste Mannschaft war er schon im Einsatz. Am 2. April 2024 fand sein Profidebüt in der Saudi Professional League statt, als er beim 8:0-Sieg über Abha Club zur 69. Minute für Abdulrahman Ghareeb eingewechselt wurde.

### Nationalmannschaft
Nach Einsätzen mit der U17 und der U18 gewann er mit der U19 die Westasienmeisterschaft 2024 und erreichte mit der U20 das Finale der Asienmeisterschaft 2025.